# Liya Kebede
Pour les articles homonymes, voir Kebede.
Liya Kebede (en amharique : ሊያ ከበደ) est un mannequin et une actrice éthiopienne née le 3 janvier 1978 à Addis-Abeba (Éthiopie). Elle est la première femme noire à apparaître en tant qu'égérie d'Estée Lauder, et à défiler pour la marque Chloé. Elle a également créé la Liya's Kebede's foundation qui souhaite venir en aide aux femmes du tiers-monde.

## Biographie
Liya Kebede grandit en Éthiopie. Elle est remarquée par un réalisateur de film devant le lycée franco-éthiopien Guébré-Mariam, qui la présentera alors à un agent français. Après avoir terminé ses études, elle s'installe à Paris puis à New York, afin de poursuivre sa carrière.

### Carrière
En 2000, Tom Ford lui demande de participer à son défilé Automne/Hiver pour la marque Gucci.
En 2001, elle défile à New York, Milan et Paris pour Donna Karan, Dolce & Gabbana, Chanel, Chloé, Carolina Herrera et d'autres.
En 2002, elle figure en couverture du Vogue Paris de mai, le magazine lui consacre l'intégralité des séries mode et beauté ce qui, lui procure une ascension fulgurante dans le monde de la mode. Toujours la même année, elle pose pour les campagnes publicitaires de Gap, Emmanuel Ungaro, Tommy Hilfiger et Victoria's Secret.
En 2003, elle devient le nouveau visage de la marque de cosmétiques Estée Lauder aux côtés de Carolyn Murphy. Elle entre dans l'histoire en devenant la première femme «noire» à poser pour cette marque aux États-Unis.
En 2006, Liya Kebede est nommée « ambassadrice de bonne volonté » par l'organisation mondiale de la santé (OMS) pour la santé maternelle, néonatale et infantile.
En été 2006, le Vogue américain lui consacre sa couverture et met en évidence sa générosité et sa disponibilité pour les causes humanitaires.
En 2007, selon le magazine Forbes, Liya Kebede est l'un des mannequins les mieux payés au monde ; son revenu au cours des douze derniers mois étant estimé à 3 millions de dollars.
En 2008, elle est en couverture de l'édition italienne du magazine Vogue et figure dans les campagnes publicitaires de Lanvin, Tiffany & Co. et St. John.
En 2009, Liya Kebede est à nouveau en couverture du Vogue américain aux côtés des mannequins Natalia Vodianova, Isabeli Fontana, Jourdan Dunn et Lara Stone.
En 2010, elle fait la une du Elle italien, pose pour Kenzo et H&M. Elle défile également pour Tom Ford et apparaît dans le fameux classement des 100 personnalités les plus influentes au monde du Time magazine.
En 2011, elle devient la nouvelle égérie de la marque de cosmétiques L'Oréal et pose pour Lacoste et Balenciaga. Toujours en 2011, elle défile pour Alexander Wang et Proenza Schouler.
En 2012, elle pose à nouveau pour H&M et Bottega Veneta.
Elle apparaît en couverture de nombreux magazines dont Vogue (États-Unis, Russie, Japon, Allemagne, France, Italie, Espagne), V magazine, Flair, I-D, Harper's Bazaar, Numéro, Essence, W magazine, Elle, Marie Claire ou encore le Time magazine.
Elle est également l'un des mannequins qui figurent dans le plus grand nombre d’éditoriaux du Vogue américain.

### Vie privée
En 2000, elle se marie avec Kassy Kebede. Ils ont deux enfants ensemble : leur fils Suhul né en septembre 2000 et leur fille Raee née en août 2005. En 2007, ils résident à New York. Le couple s'est séparé en 2013 puis a divorcé en 2015.

## Filmographie

### Actrice

#### Cinéma
- 2005 : Lord of War d’Andrew Niccol : Faith
- 2006 : Raisons d'État (The Good Shepherd) de Robert De Niro : Miriam
- 2009 : Fleur du désert (Desert Flower) de Sherry Hormann : Waris Dirie[6]
- 2011 : Or noir de Jean-Jacques Annaud : Aicha
- 2012 : Sur la piste du Marsupilami d’Alain Chabat : Reine Paya
- 2012 : Le Capital de Costa-Gavras : Nassim
- 2013 : The Best Offer (La migliore offerta) de Giuseppe Tornatore : Sarah
- 2014 : Samba d'Éric Toledano et Olivier Nakache : Gracieuse
- 2018 : Nicky Larson et le Parfum de Cupidon de Philippe Lacheau : Dominique Lettelier
- 2020 : 419 d'Eric Bartonio : Grace
- 2025 : L'Affaire de l'esclave Furcy d'Abd al Malik

#### Télévision
- 2016 : Mogadishu, Minnesota de K’Naan (téléfilm) : Maryam

#### Web-série
- 2013 : ... In the Woods de Jennifer Elster : elle-même

#### Mode
- 2017 : Walking de Thomas Lachambre et Peter Lindbergh (court métrage) : elle-même
- 2019 : Louis Vuitton, Our Journey Connected de Kiku Ohe (court métrage) : elle-même

### Productrice
- 2022 : A Fire Within de Christopher Chambers